# Akbar Patel
Pour les articles homonymes, voir Patel.
Akbar Patel est un footballeur puis entraîneur mauricien, né le 5 juillet 1959. 
Il évolue au poste de défenseur de la fin des années 1970 à la fin des années 1980 au sein du Scouts Club puis du Polar Star. Il devient ensuite entraîneur et dirige ces deux clubs puis à plusieurs reprises l’équipe de Maurice de football dont il est le sélectionneur de mars 2009 jusqu'en 2015.

## Biographie
Akbar Patel, né le 5 juillet 1959, effectue ses études au sein du St Mary's College avant de rejoindre l'équipe du Scouts Club où il évolue pendant 10 ans. Après une dernière saison au Polar Star en 1989, il devient ensuite entraîneur.
Il devient en 1995 entraîneur de l'équipe espoirs de Maurice puis quelques mois plus tard sélectionneur de l’équipe nationale en compagnie Govind Thondoo et de Sarjoo Gowreesungku. Remplacé quelques mois plus tard, il revient à la tête de la sélection en 2003 en compagnie de Désiré L’Enclume,. Le duo d'entraîneur conduit l’équipe de Maurice au titre lors des Jeux des îles en 2003. En fin d'année, il est élu entraîneur de l'année de Maurice pour la catégorie sports collectifs.
Il est nommé directeur intérimaire de l'équipe nationale en août 2007, avant d'être choisi comme sélectionneur à plein temps en mars 2009.